# 陵城县
陵城县，中国古县名。
唐朝武德四年（621年）置，治所在今广西壮族自治区容县西南。属铜州，后属容州。北宋开宝五年（972年），废入北流县。 